# Juniperus thurifera
Juniperus thurifera (Junípero espanhol), é uma espécie de junípero nativo das montanhas da região do Mediterrâneo Ocidental, desde o sul da França (incluindo a Córsega) em toda a Espanha Central e Oriental a Marrocos e localmente no norte da Argélia.